# Bas van Bavel

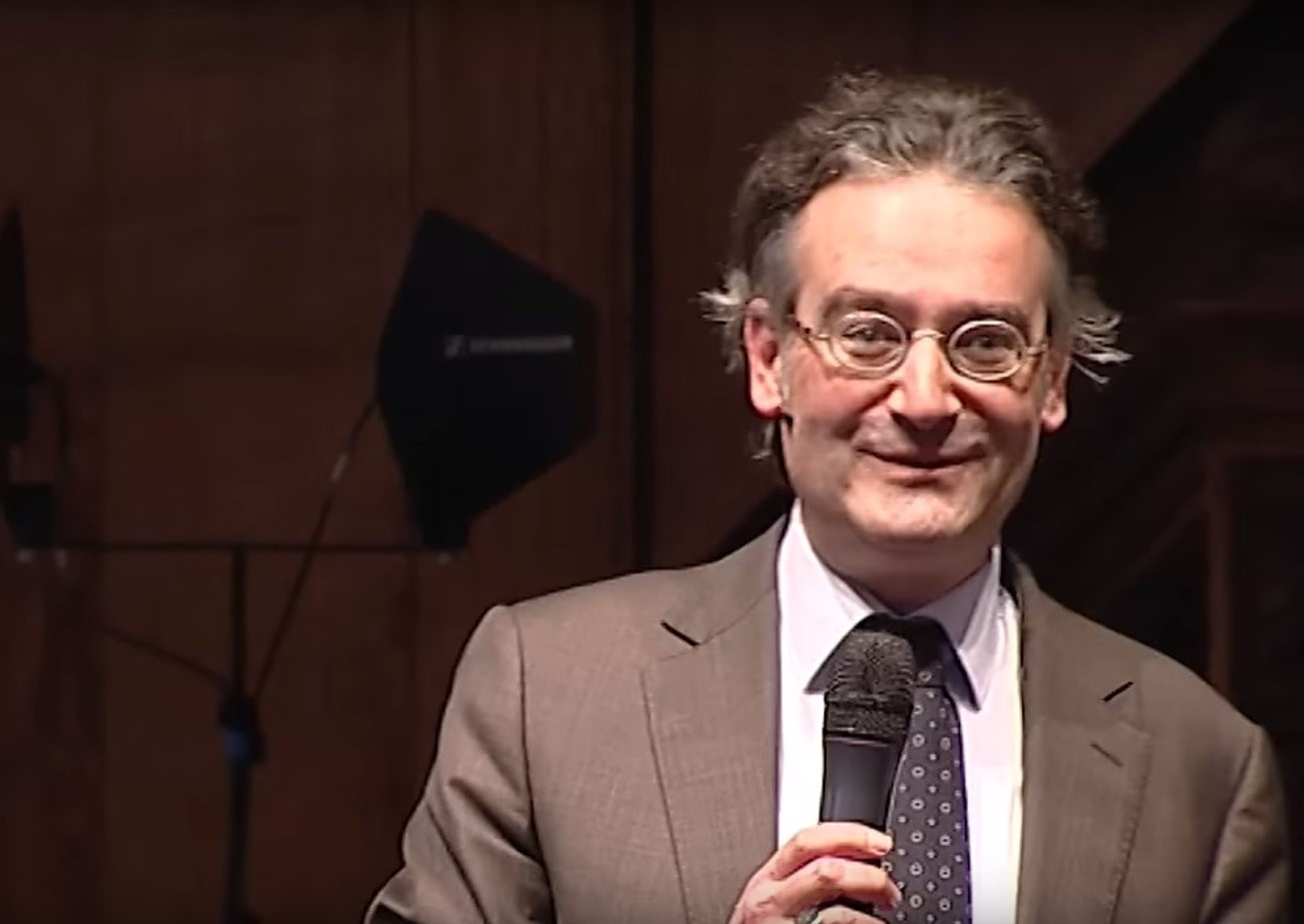
Bas van Bavel (2013)

Bas van Bavel, eigentlich Balthassar Jozef Paul van Bavel, (* 24. Juni 1964 in Breda) ist ein niederländischer Mittelalterhistoriker, Wirtschafts- und Sozialhistoriker.

## Leben
Bas van Bavel studierte Geschichte an der Universität Utrecht mit dem Master-Abschluss 1988 und der Promotion 1993. Als Post-Doktorand war er an den Universitäten Utrecht, Amsterdam und Gent und drei Jahre Stipendiat der Niederländischen Akademie der Wissenschaften. Ab 2001 leitete er an der Universität Utrecht Forschungsprojekte des NWO über die Marktorganisation in Holland im späten Mittelalter (Gegenstand seines Buches Manors and Markets) und ökonomisches Wachstum und Stagnation in der präindustriellen Ära im Irak (etwa 500 bis 1000), Norditalien (1000 bis 1500) und den Niederlanden in der Zeit von 1100 bis 1800 (Gegenstand seines Buches Invisible Hand ?). 2007 wurde er Professor für Wirtschafts- und Sozialgeschichte des Mittelalters an der Universität Utrecht und koordinierte das dortige Schwerpunktprogramm für Ursprung und Einfluss von Institutionen (Institutions for open societies). 2014 wurde er Professor für Übergangsphasen in Wirtschaft und Gesellschaft.

## Forschung
Manor untersuchte die Besonderheiten des weiteren Gebiets der Niederlande und Belgiens im Mittelalter und der frühen Neuzeit, die zum großen Aufschwung dieser Region im Vergleich zum übrigen Europa führten. Nach Bavel bildeten sich zu allen Zeiten Märkte für verschiedene Güter aus, die aber bald von Eliten dominiert wurden, die ihre Position so verfestigten, dass es zu einer Stagnation und Niedergang kam. Damit setzte er sich vom häufig vertretenen Bild einer linear fortschreitenden marktwirtschaftlichen Entwicklung ab. Dabei lenkte er auch den Blick auf die Bedeutung von Faktormärkten, auf denen also nicht Güter, sondern Produktionsfaktoren (Arbeit, Land, Kapital) gehandelt wurden. In späteren Untersuchungen zog er neben den Niederlanden auch andere Bereiche ein und übertrug seine Erkenntnisse auch spätere Zeiten und auf die Gegenwart. Er kritisiert die häufige Ansicht, Marktwirtschaft wäre die unabdingbare Voraussetzung für Wohlstand und Rechtsstaat. 2014 kritisierte er mit anderen die zunehmend ungleiche Verteilung von Wohlstand zum Beispiel in den Niederlanden in den vergangenen fünf Jahren. Er sieht auch die Konzentration auf das Bruttosozialprodukt als falschen Wertmaßstab für die Entwicklung von Wirtschaften und Gesellschaften. Andere Faktoren (Verteilung des Wohlstands, sozialstaatliche Errungenschaften, Widerstandsfähigkeit gegen Krisen und Katastrophen, Ökologie) kämen dabei zu kurz.
2017 zog er mit Marten Scheffer und anderen Vergleiche zwischen dem Aufkommen von sozialer Ungleichheit in menschlichen Gesellschaften und in der Natur. Sie entsteht fast automatisch bei Abwesenheit ausgleichender Mechanismen. Ein Prozent oder weniger der Arten dominiert in beiden Fällen über 50 Prozent der Ressourcen allein durch zufällige Auslöser, wenn die Erlöse und Verluste sich multiplikativ verstärken. Als Gegenmittel gegen diese Ungleichheiten wirken in der Natur natürliche Feinde, in Gesellschaften der ungleichen Vermögensverteilung entgegenwirkende staatliche Maßnahmen.
In einem Aufsatz mit Oscar Gelderblom kritisierte er Simon Schamas These, die historisch von Reisenden im 17. und 18. Jahrhundert verbürgte Hygiene und Sauberkeit in den Haushalten der Niederlande (wofür vor allem die Frauen zuständig waren) wäre eine Folge des Calvinismus, sie hätte vielmehr Wurzeln in der für die Herstellung von Käse und Butter nötigen Hygiene, was vor der Reformation schon im 14. Jahrhundert begann. Anfang des 16. Jahrhunderts produzierten die Hälfte der ländlichen und bis zu einem Drittel der städtischen Haushalte Käse und Butter. Die Migration von Landbevölkerung in die Städte und der hohe Verbrauch an Milchprodukten hielt diese Sitten aber aufrecht, auch wenn es ab Mitte des 17. Jahrhunderts keine direkte Verbindung von Hygienebräuchen und Produktionsnotwendigkeiten mehr gab.
Mit seinem ERC Advanced Grant von 2013 untersuchte er die Widerstandsfähigkeit westeuropäischer Gesellschaften gegen Katastrophen und Krisen. Er steht hinter einer der Schwerpunktforschungsrichtungen der Niederlande Towards resilient societies.

## Mitgliedschaften und Ehrungen
2013 wurde er Mitglied der Niederländischen Akademie der Wissenschaften, 2016 der Academia Europaea. Für 2019 erhielt er den Spinoza-Preis. 2001 erhielt er ein VIDI-Forschungsstipendium der NWO und 2006 ein VICI-Stipendium.
2013 erhielt er einen ERC Advanced Grant (Projekt: Coordinating for life. Success and failure of Western European societies in coping with rural hazards and disasters, 1300–1800).

## Schriften
Bücher:
- Manors and Markets: Economy and Society in the Low Countries, 500–1600, Oxford University Press 2010[8]
- Herausgeber mit Richard Hoyle: Rural Economy and Society in North-Western Europe, 500–2000. Social Relations: Property and Power, Brepolis 2010.
- The Invisible Hand ? How Market Economies have Emerged and Declined since ad 500, Oxford University Press 2016[9]

Aufsätze (Auswahl):
- Land, lease and agriculture: the transition of the rural economy in the Dutch river area from the fourteenth to the sixteenth century, Past & Present, Band 172, 2001, S. 3–43
- People and land: rural population developments and property structures in the Low Countries, c. 1300–c. 1600, Continuity and Change, Band 17, 2002, S. 9–37
- Early proto-industrialization in the Low Countries? The importance and nature of market-oriented non-agricultural activities on the countryside in Flanders and Holland, Revue Belge de Philologie et d'Histoire, Band 81, 2003, S. 1109–1165
- mit J.L. van Zanden: The jump-start of the Holland economy during the late-medieval crisis, c. 1350–c. 1500, The Economic History Review, Band 57, 2004, S. 503–532
- Rural wage labour in the sixteenth-century Low Countries: an assessment of the importance and nature of wage labour in the countryside of Holland, Guelders and Flanders, Continuity and Change, Band 21, 2005, S. 37–72
- The organization and rise of land and lease markets in northwestern Europe and Italy, c. 1000–1800, Continuits and Change, Band 23, 2008, S. 13–53
- The medieval origins of capitalism in the Netherlands, BMGN-Low Countries Historical Review, Band 125, 2010, S. 45–79
- Markets for land, labor, and capital in northern Italy and the Low Countries, twelfth to seventeenth centuries, Journal of Interdisciplineary History, Band 41, 2011, S. 503–531
- mit A. Rijpma: How important were formalized charity and social spending before the rise of the welfare state? A long-run analysis of selected western European cases, 1400–1850, The Economic History Review, Band 69, 2016, S. 159–187
- mit Ewout Frankema: Wealth Inequality in the Netherlands, c. 1950–2015. The Paradox of a Northern European Welfare State, The Low Countries Journal of Social and Economic History, Band 14, 2017, S. 29–62[10]